# Taishi Brandon Nozawa
Taishi Brandon Nozawa (Okinawa, 25 december 2002) is een Japans voetballer die sinds 2025 uitkomt voor Royal Antwerp FC.

## Clubcarrière
Nozawa maakte in 2019 zijn officiële debuut voor het beloftenelftan van FC Tokyo in de J3 League. Op 19 mei 2021 maakte hij zijn officiële debuut voor het eerste elftal van de club: in de laatste groepswedstrijd van de J.League Cup stond hij onder de lat tegen Oita Trinita. Later dat jaar leende de club hem uit aan derdeklasser Iwate Grulla Morioka. Met deze club promoveerde Nozawa naar de J2 League. Na afloop van zijn uitleenbeurt veroverde hij een vaste stek onder de lat bij FC Tokyo.
In juni 2025 ondertekende Nozawa een vierjarig contract bij de Belgische eersteklasser Royal Antwerp FC.

## Interlandcarrière
Nozawa kwam uit voor verschillende Japanse jeugdelftallen. In 2018 nam hij met Japan –16 deel aan de Asian Cup onder 16 in Maleisië. Nozawa stond onder andere in doel tijdens de gewonnen finale tegen Tadzjikistan. Zes jaar later werd hij geselecteerd voor de Olympische Zomerspelen in Parijs, waar hij weliswaar niet in actie kwam.
2 Corbanie ·
3 B. Engels ·
4 Riedewald ·
5 Deman ·
6 Odoi ·
7 Kerk ·
8 Praet ·
9 Chery ·
10 Balikwisha ·
14 Valencia ·
18 Janssen ·
20 Doumbia ·
22 Adekami ·
23 Alderweireld  ·
24 Somers ·
25 Bataille ·
26 Bozhinov ·
30 Scott ·
33 Van den Bosch ·
46 Smits ·
54 Renders ·
75 Verstraeten ·
81 Devalckeneer ·
91 Lammens ·
Coach: Andries Ulderink